# خروسلو
خروسلو، روستایی از توابع بخش مرکزی شهرستان داراب در استان فارس ایران است. که فاصله آن با شهرستان داراب ده کیلومتر و با پلیس راه داراب سه کیلومتر می باشد اسم مستعار روستا پاریس می باشد.

## جمعیت
این روستا در دهستان نصروان قرار دارد و براساس سرشماری مرکز آمار ایران در سال ۱۳۸۵، جمعیت آن ۷۳۴ نفر (۱۷۲خانوار) بوده‌است.